# Chrysotus bracteatus
Chrysotus bracteatus är en tvåvingeart som beskrevs av Van Duzee 1924. Chrysotus bracteatus ingår i släktet Chrysotus och familjen styltflugor. Inga underarter finns listade i Catalogue of Life.